# 크라쿠프 국립박물관

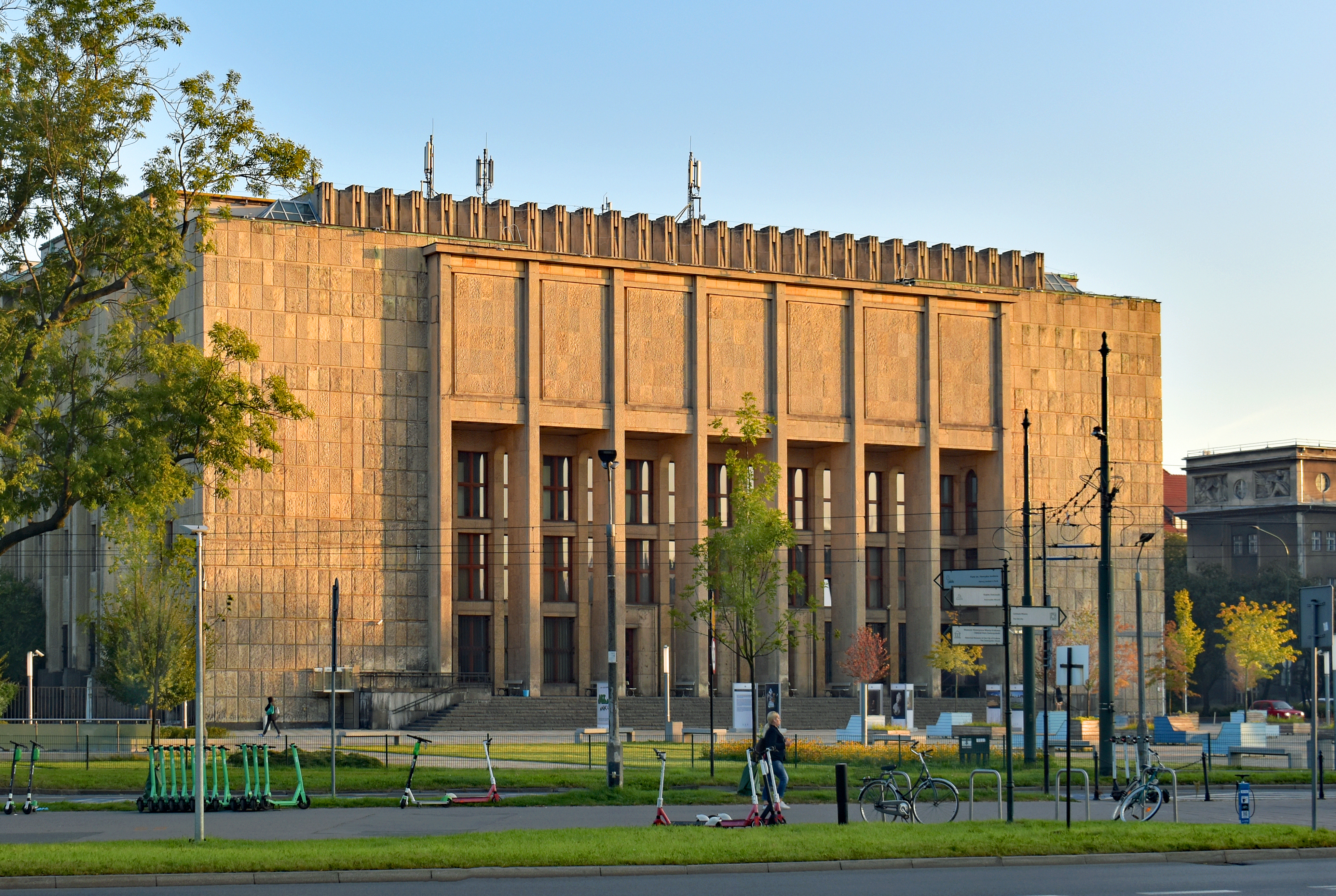
크라쿠프 국립미술관

크라쿠프 국립미술관(폴란드어: Muzeum Narodowe w Krakowie)은 폴란드의 도시 크라쿠프에 있는 미술관이다.